# Anopleta corvina
Anopleta corvina är en skalbaggsart som först beskrevs av Thomson 1856.  Anopleta corvina ingår i släktet Anopleta, och familjen kortvingar. Arten är reproducerande i Sverige.